# Le cronache di Narnia - Il leone, la strega e l'armadio
Le cronache di Narnia - Il leone, la strega e l'armadio  è un film del 2005 diretto da Andrew Adamson.
Il soggetto è tratto dal romanzo omonimo che fa parte del ciclo Le cronache di Narnia di C. S. Lewis. Il film è stato prodotto dalla Walden Media e distribuito dalla Walt Disney Pictures. La pellicola è uscita nelle sale negli Stati Uniti d'America il 9 dicembre 2005, mentre nelle sale italiane il 21 dicembre 2005.
Il romanzo fu il primo ad essere pubblicato, nel 1950, ma nella pubblicazione del ciclo nel 1994 la Harper Collins seguì l'ordine suggerito da Douglas Gresham, figlio adottivo di Lewis, in cui Il leone, la strega e l'armadio era preceduto da Il nipote del mago.

## Trama
Londra, seconda guerra mondiale. Lucy, Susan, Edmund e Peter Pevensie sono quattro fratelli che vengono allontanati dalla città per sfuggire ai bombardamenti tedeschi, affidati al misterioso professor Digory Kirke e alla sua burbera governante, la signora Macready, che abitano in una grande e lussuosa casa in campagna, ma priva di divertimento. In un pomeriggio piovoso, per passare il tempo i quattro fratelli decidono di giocare a nascondino: mentre Peter fa la conta, Susan si nasconde dentro a una cassapanca, Edmund dietro le tende e Lucy (la più piccola) nell'armadio; ma, una volta entrata, scopre che è molto di più di un semplice guardaroba: è infatti un portale che conduce in una terra incantata, chiamata "Narnia".
Lucy, sorpresa per la sua scoperta, comincia a camminare per il sentiero innevato nel folto degli alberi fino ad un alto lampione. Proprio là incontra uno degli abitanti di Narnia, il gentile fauno signor Tumnus, con cui stringe subito amicizia e che la invita a casa sua; alla fine, però, il fauno si trova costretto a rivelare a Lucy qualcosa di terribile: la perfida regina Jadis, la Strega Bianca, ha ordinato che tutti i "figli di Eva" e i "figli di Adamo" (gli umani) le devono essere consegnati. Sovrastato dai rimorsi, però, il signor Tumnus non consegna Lucy alla strega e la aiuta a fuggire tornando indietro. Prima di andarsene, la bambina asciuga le lacrime del fauno donandogli il suo fazzoletto. Lucy così ritorna nel mondo reale, ma esce dall'armadio nella stanza proprio dopo pochi minuti da quando era entrata, come se quelle ore trascorse a Narnia non fossero mai trascorse nel mondo umano.
Decide subito di raccontare tutto ai fratelli senza essere però creduta, e così quella stessa notte ritorna a Narnia per ritrovare il fauno; anche Edmund si sveglia e decide di seguire Lucy, ma una volta entrato a Narnia incontra Jadis, la strega bianca, che si rivela molto cortese con Edmund, e durante la loro conversazione il ragazzo le rivela del rapporto d'amicizia tra Tumnus e Lucy. Dopo avergli offerto da bere e mangiare, Jadis propone al ragazzo di andare a vivere nel suo palazzo insieme alla sua famiglia; Edmund non se lo fa ripetere e promette di tornare. La strega se ne va e Edmund incontra Lucy, felicissima di averlo incontrato e che ora anche lui sappia la verità. Tornati nuovamente a casa, Lucy sveglia Susan e Peter per confermare di nuovo la versione della terra incantata oltre l'armadio, ma Edmund dice loro di aver finto di stare al gioco, scatenando la disperazione di Lucy. Susan e Peter incontrano per caso il professor Kirke e gli raccontano ciò che Lucy sostiene: l'anziano uomo, però, li spinge a fare una cosa inaspettata, cioè credere alle parole della sorella.
I giorni passano: un giorno, mentre i fratelli stanno giocando a cricket in giardino, Edmund sfonda con la palla il vetro di una finestra. Per sfuggire alle ire del professore e della governante, i ragazzi si nascondono nell'armadio e vengono catapultati tutti a Narnia, constatando perciò che Lucy diceva la verità. La soddisfatta bambina convince i fratelli ad andare a trovare Tumnus, ma quando arrivano alla sua casa scoprono che essa è a soqquadro, e trovano un biglietto attaccato al muro con il seguente messaggio:
Uscendo, i ragazzi si imbattono in un castoro che si dimostra essere un amico mostrando il fazzoletto che Lucy aveva regalato al signor Tumnus. I ragazzi decidono di seguirlo e raggiungono l'abitazione dove c'è anche sua moglie; qui i castori spiegano che esiste una profezia secondo cui due figli di Adamo e due figlie di Eva sarebbero riusciti a sconfiggere la regina e a riportare la pace a Narnia; per questo, la strega cerca di impedire che la profezia si avveri perché vede in loro la speranza di pace e quindi è intenta a ucciderli. I castori rivelano inoltre l'imminente ritorno di re Aslan, il vero fondatore e protettore della magica terra, e che lui li aspetta tutti e quattro alla tavola di pietra. I Pevensie, abbastanza scettici (dato che i castori neanche dovrebbero parlare) non si sentono pronti per il grande impegno a cui sono destinati (secondo la profezia) e decidono di tornare a casa, ma si accorgono improvvisamente che Edmund è misteriosamente scomparso; infatti Edmund si è diretto verso il castello di Jadis dove reincontra la strega e, molto ingenuamente e senza pensare a ciò che la strega può fare, le racconta tutto, anche dove sono i fratelli. Jadis manda così i suoi lupi, capitanati dal famelico Maugrim, a prenderli nella diga, ma quando i lupi arrivano sul posto, i ragazzi e i castori riescono a fuggire da una galleria sotterranea per poi nascondersi su un albero grazie all'aiuto di una volpe che, per allontanare i lupi inferociti, dice che i fuggiaschi sono andati a Nord.
Nel frattempo, nel castello di Jadis, Edmund è in catene e ormai si rende finalmente conto della trappola tesagli dalla strega e nella prigione incontra proprio il signor Tumnus con cui ha un breve dialogo prima dell'irruzione di Jadis, la quale mette allo scoperto Edmund davanti al fauno raccontandogli che lui è qui solo perché il ragazzo le ha rivelato anche della sua amicizia con Lucy. La strega pietrifica così il signor Tumnus e costringe Edmund a seguirla per andare alla ricerca dei suoi fratelli.
Intanto, in una vasta radura innevata, i fratelli Pevensie e i castori si accorgono di essere seguiti da una slitta alle loro spalle. Credendo che si tratti di Jadis si nascondono, ma presto scoprono che non si tratta della perfida regina ma di Babbo Natale, il quale dona loro degli oggetti che si riveleranno molto utili nel corso dell'avventura: a Lucy regala un pugnale e una pozione estratta dal Fiore di fuoco in grado di guarire qualsiasi ferita; Susan riceve in dono arco e frecce e un corno magico in grado di chiedere aiuto in caso di bisogno; a Peter, invece, consegna una possente spada e uno scudo raffigurante lo stemma di un leone.
L'arrivo dei ragazzi ha ridato speranza a Narnia e per questo l'inverno sta giungendo alla fine, perciò i ragazzi e i castori sono costretti ad attraversare il fiume gelato prima che la lastra di ghiaccio sopra di esso si sciolga definitivamente. Nel tentativo di attraversarlo, vengono ancora circondati dai lupi di Jadis. Anche questa volta fuggono grazie a Peter che, prima dell'arrivo della cascata nel fiume, pianta la sua spada nel ghiaccio, che si rompe lasciando che i tre fratelli galleggino su di esso aggrappati all'arma di Peter.
Dall'altra parte, intanto, Jadis pietrifica la volpe intuendo che aveva aiutato i fratelli a fuggire e comincia così a preparare le truppe per scatenare una battaglia. I Pevensie arrivano intanto all'accampamento di Aslan, poco distante dalla tavola di pietra, chiedendo aiuto su come recuperare il fratello. Aslan, il leone, rivela loro che è molto più difficile di quanto possa sembrare, ma spinge Peter a continuare la battaglia e, una volta vinta, siederà con i suoi fratelli sui quattro troni di Cair Paravell, il castello dove saranno incoronati re e regine per aver salvato Narnia (sempre secondo la profezia).
Le parole del leone si interrompono al suono del corno di Susan che, insieme alla sorella Lucy, è di nuovo sotto l'attacco di Maugrim e di un altro lupo. Giunto in soccorso, Peter uccide finalmente Maugrim e si guadagna il titolo di "flagello dei lupi". L'altro lupo fugge via ma, sotto ordine di Aslan, viene seguito dai suoi soldati, tra cui Oreius, fidato centauro. Una volta al cospetto della strega, i soldati sfuggono alle squallide creature e salvano Edmund portandolo sano e salvo all'accampamento del leone, dove si riunisce ai suoi fratelli, e così i ragazzi cominciano l'addestramento per affrontare la strega in battaglia, quindi ad Edmund viene consegnata una spada.
Jadis, però, poco dopo raggiunge anch'essa l'accampamento di Aslan e, sotto gli occhi di tutti, esige di riavere Edmund per aver tradito i suoi fratelli, come è permesso dalla "legge", secondo cui il sangue di tutti i traditori appartiene alla strega (Jadis), altrimenti Narnia sarà distrutta "con il fuoco e con l'acqua". Aslan allora, parlando a Jadis in privato, si offre di sacrificarsi sulla tavola di pietra al posto del ragazzo, salvandolo dalla morte, ma senza far sapere a nessuno del prezzo che dovrà pagare per salvare Edmund. Così, nella tarda notte il leone raggiunge di nascosto la strega, ma si accorge di essere seguito da Susan e Lucy. Queste decidono di accompagnarlo incontro al suo destino e, nonostante Aslan avesse raccomandato loro di lasciarlo continuare da solo, le due si nascondono, assistendo all'umiliante taglio della sua criniera, al suo maltrattamento e infine alla sua uccisione con un colpo di pugnale. Appena se ne vanno tutte le ragazze, ancora sconvolte, si avvicinano al cadavere di Aslan, ma ormai non c'è più niente da fare. Esauste, si addormentano vicino al leone, e la mattina seguente trovano la tavola di pietra spezzata ed Aslan che compare illeso, che racconta loro come Jadis non sapesse che una magia antica più di lei e molto potente vuole che se un innocente si offre volontario per essere ucciso al posto di un traditore, la tavola si spezza e la morte "torna sui suoi passi". Aslan e le due sorelle, ancora incredule, si recano così al castello della strega bianca dove, grazie all'alito del leone, riescono a depietrificare tutti coloro che erano sotto l'incantesimo di Jadis, compreso il signor Tumnus.
Nel frattempo Peter, saputo della morte di Aslan tramite un messaggio delle sorelle, si dirige a Beruna con il suo esercito per affrontare Jadis, iniziando poi una battaglia furiosa che vede da subito parecchi morti. Nonostante tutto, l'esercito di Peter viene aiutato dai grifoni e da una fenice che blocca momentaneamente i nemici con una scia di fuoco ma, essendo in difficoltà, i soldati si ritirano davanti ad una scalata di rocce dove entrano in gioco le scorte, tra cui Edmund e il signor Castoro.
Nel bel mezzo della battaglia, accorgendosi di essere in inferiorità numerica, Peter ordina ad Edmund di fuggire via, ma lui non dà ascolto al fratello maggiore e affronta la strega riuscendo a spezzare lo scettro con cui lei aveva pietrificato le sue vittime. Jadis, furiosa, trafigge Edmund al petto con una spada, scatenando l'ira di Peter che subito si scaglia contro di lei. Nel bel mezzo dello scontro, Aslan fa ritorno con altri soldati liberati dal sortilegio e salva appena in tempo Peter, uccidendo la strega e mettendo finalmente fine all'oscurità su Narnia. Lucy si offre volontaria per curare tutte le persone ferite con la pozione di Babbo Natale, dopo aver guarito suo fratello Edmund. I quattro Pevensie vengono incoronati a Cair Paravell come re e regine, ma subito dopo Aslan riparte per il suo viaggio.
Anni dopo, i quattro, ormai cresciuti e diventati adulti, durante una giornata di caccia riconoscono il lampione che avevano visto una volta entrati a Narnia e riescono a passare di nuovo attraverso l'armadio del professor Kirke, tornando nuovamente giovani (in quanto il tempo non è trascorso nella realtà): proprio in quel momento entra nella stanza il professore che chiede loro di raccontare tutto.
Qualche sera dopo, Lucy cerca di tornare a Narnia tramite l'armadio, ma non ci riesce. Il professor Kirke, già presente nella stanza, spiega alla bimba che non è facile tornarci e che anche lui per anni ha provato a farlo, ma non ci è mai riuscito. Lucy e il professore escono dalla stanza, mentre la porta dell'armadio si socchiude con un possente ruggito di Aslan.

### Scene tagliate
Sono presenti diverse scene inedite durante la battaglia finale:
1. La scena  grifoni è più complessa, durante il loro attacco non si limitano a lanciare pietre ed oltre ad essere contrastati dagli arcieri vengono anche attaccati per via aerea dalle arpie che, pur essendo più deboli dei grifoni, contrastano questi ultimi con attacchi suicidi.
2. La fenice prima di trasformarsi in un muro di fuoco viene presa di mira dagli arcieri della regina bianca e da un'arpia, che viene eliminata quasi subito da Peter con una lancia.
3. Quando Oreius e il rinoceronte attaccano da soli le truppe nemiche, per dare il tempo a Peter di salvarsi, il rinoceronte viene abbattuto quasi subito mentre Oreius abbatte diversi nemici per poi imbattersi nel generale Otmin (minotauro), da cui seguirà uno scontro, più prolungato che nella scena ufficiale, in cui alla fine il centauro ha la meglio sul nemico.

## Personaggi
- Peter Pevensie: il più grande dei quattro fratelli protagonisti, ha 17 anni. È un ragazzo coraggioso, altruista, gentile e leale, anche se in alcune situazioni si dimostrerà insicuro e autoritario. Sebbene sia sempre pronto a dare la vita per proteggere i fratelli più piccoli a volte è anche severo con loro in particolare verso Edmund con il quale ha dei contrasti sin dall'inizio, questo perché Peter si sente in dovere di prendere il posto del padre (partito per la guerra) e la responsabilità della famiglia. Tali contrasti porteranno presto all'incomunicabilità con Edmund, ma alla fine i due si riappacificheranno. Nella magica Narnia verrà incoronato Re Peter "Il magnifico".
- Susan Pevensie: la seconda dei quattro fratelli, ha 16 anni. È una ragazza razionale, intelligente ma anche altruista. Lei vuole molto bene ai suoi fratelli, ma sarà la prima a non credere a Lucy. Quando si troverà a Narnia anche se più di una volta cerca di convincere i fratelli a tornare indietro perché dubbiosa, dimostrerà lo stesso di essere la più saggia del gruppo. Nella magica Narnia verrà incoronata Regina Susan "La dolce".
- Edmund Pevensie: è il terzo dei quattro fratelli. È un ragazzino di 13 anni introverso e ribelle, oltre che solitario. Nel profondo soffre molto per i continui litigi con Peter (lo vede come un capo che dà ordini a tutti) anche se è sempre il primo a rifiutare di andarci d'accordo per via di incomprensioni caratteriali. In realtà, vuole molto bene ai suoi fratelli. Inizialmente si allea con Jadis ma dopo aver scoperto quanto davvero perfida ella sia si ribellerà e difenderà Narnia e i suoi fratelli, anche rischiando la sua stessa vita. Nella magica Narnia verrà incoronato Re Edmund "Il giusto".
- Lucy Pevensie: la più piccola dei quattro fratelli. È una bambina di 9 anni molto sensibile e vivace che dice sempre la verità. Vuole molto bene a tutti i suoi fratelli in particolare a Susan, che ammira e idolatra. Sarà la prima ad andare a Narnia e ci tornerà per tre volte. Cercherà di convincere i suoi fratelli dell'esistenza di Narnia, ma inizialmente non verrà creduta. Durante l'avventura dimostrerà un notevole coraggio, nonostante la sua giovane età. Nel corso degli eventi, sviluppa un forte affetto e una decisa fiducia nei confronti di Aslan. Nella magica Narnia verrà incoronata Regina Lucy "La valorosa".
- Aslan: il re di Narnia. È un leone saggio, coraggioso, potente, leale, benefattore e altruista. Rispetta tutte le creature di Narnia e per questo cerca di proteggerle dalla malvagia Strega Bianca. Darà sempre ottimi consigli ai quattro Pevensie in particolare a Peter, e li convincerà a combattere con coraggio per salvare Narnia. Si affezionerà particolarmente a Lucy e Susan, che saranno le uniche testimoni del suo eroico sacrificio.
- Jadis: l'antagonista principale del film, detta anche la Strega Bianca. È una donna malvagia, perfida, spietata, crudele, subdola, egoista e assetata di potere. È convinta di essere la regina di Narnia, e come tale si presenterà sempre. Grazie al suo scettro magico, può controllare il ghiaccio e pietrificare (lo farà molto spesso nel film). Grazie ai falsi modi cortesi e alle sue magie riuscirà in un primo momento a convincere Edmund ad allearsi con lei e a farsi dire da lui tutto quello che vuole sapere.
- Tumnus: la prima creatura ad apparire a Narnia. Lucy lo incontra quando ci entra da sola la prima volta. È un fauno molto dolce e timido, anche se coraggioso. Diventerà subito grande amico di Lucy e la aiuterà più volte. Jadis lo imprigionerà e lo pietrificherà nel suo castello e verrà liberato da Aslan, dandogli modo di combattere a suo fianco contro la perfida strega.
- Castori: sono i due castori (signore e signora) che conducono i Pevensie da Aslan. Entrambi buoni, coraggiosi e positivi. Credono fermamente nella giustizia e faranno di tutto per aiutare i fratelli a far avverare la profezia e vincere la guerra.
- Professor Digory Kirke: il proprietario della casa dove vanno a vivere i fratelli Pevensie. È un anziano professore solitario e misterioso. Per la maggior parte del film non apparirà. Si dimostrerà molto educato e gentile verso i fratelli Pevensie.  Quando gli viene raccontato di Narnia, ci crede, dato che è il ragazzo del primo libro che entrò nel magico mondo di Narnia, e l'armadio è fatto con il legno dell'albero magico
- Signora Macready: è la domestica del professor Kirke. È una donna severa e prepotente. Si occuperà dei fratelli Pevensie e si assicurerà che non combinino guai, sebbene con difficoltà.
- Babbo Natale: è una figura marginale. Darà lui le armi a Peter e agli altri, incoraggiandoli a lottare.
- Helen Pevensie: è la madre dei fratelli Pevensie. Appare solo all'inizio del film. Per il bene dei figli, verso i quali è profondamente protettiva, li manderà dal professor Kirke, evitando che rimangano a Londra.

## Produzione
Le riprese del film sono iniziate il 28 giugno 2004 e sono terminate a gennaio 2005. Gran parte del film è stato girato nella Repubblica Ceca. Il budget del film è stato di circa 180000000 $.
Il regista Andrew Adamson è conosciuto al grande pubblico per aver diretto Shrek e Shrek 2.
Tra i coproduttori della pellicola figura Douglas Gresham, figlio adottivo di C. S. Lewis. Intorno ai personaggi di Lewis e di Gresham è stato costruito il dramma teatrale di William Nicholson Shadowlands, da cui è stato tratto il film Viaggio in Inghilterra, diretto da sir Richard Attenborough. In quest'ultimo film il ruolo di Lewis è coperto da Anthony Hopkins, quello di Gresham da Joseph Mazzello e infine quello della madre, la poetessa Joy Davidman Gresham, è interpretato da Debra Winger.

## Distribuzione

### Edizione home video
Il film è stato distribuito in DVD nel mercato italiano il 16 aprile 2006, disponibile in due edizioni disco singolo e disco doppio. In seguito è stata messa in commercio in DVD l'edizione del film in versione estesa dal titolo Le cronache di Narnia - Il leone, la strega e l'armadio Extended Edition con nuove scene inedite e conta circa 6 minuti in più della versione cinematografica, con quattro dischi in dotazione.

### Versione italiana
La direzione del doppiaggio e i dialoghi italiani sono a cura di Maura Vespini, con la supervisione di Roberto Morville, per conto della C.V.D. La sonorizzazione, invece, venne affidata alla Technicolor Sound Services.

## Accoglienza

### Incassi
Con un incasso di 745 013 115 di dollari, il primo film delle Cronache di Narnia è stato tra i maggiori incassi del 2005 e, per diversi anni, tra i film con maggiori incassi nella storia del cinema.

### Critica
Il film è stato un successo sia per la critica che per il pubblico. Sul sito Rotten Tomatoes detiene il 76% delle recensioni professionali positive, basato su 209 recensioni e con un voto complessivo di 6,9/10 (più che buono). Il film è stato apprezzato per gli effetti speciali sorprendenti, per l'originalità dei personaggi e per il rapporto che c'è tra i ragazzi protagonisti, in particolare il rapporto tra Edmund Pevensie e suo fratello Peter Pevensie. Il film ha anche ricevuto 3 nomination ai Premi Oscar, vincendo quello per il Miglior trucco.

## Riconoscimenti
- 2006 - Premio Oscar
  - Miglior trucco a Howard Berger e Tami Lane
  - Nomination Migliori effetti speciali a Dean Wright, Bill Westenhofer, Jim Berney e Scott Farrar
  - Nomination Miglior sonoro a Terry Porter, Dean A. Zupancic e Tony Johnson
- 2006 - Golden Globe
  - Nomination Migliore colonna sonora originale a Harry Gregson-Williams
  - Nomination Migliore canzone originale (Wunderkind) a Alanis Morissette
- 2006 - Premio BAFTA
  - Miglior trucco a Howard Berger, Gregory Nicotero e Nikki Gooley
  - Nomination Migliori costumi a Isis Mussenden
  - Nomination Migliori effetti speciali a Dean Wright, Bill Westenhofer, Jim Berney e Scott Farrar
- 2005 - Critics' Choice Movie Award
  - Miglior film per la famiglia
  - Nomination Miglior giovane attrice a Georgie Henley
- 2006 - Empire Awards
  - Nomination Miglior fantasy
  - Nomination Miglior debutto a Georgie Henley
  - Nomination Miglior debutto a James McAvoy
- 2007 - Grammy Award
  - Nomination Miglior colonna sonora a Harry Gregson-Williams
  - Nomination Miglior canzone (Can't Take It In) a Imogen Heap
- 2006 - MTV Movie Awards
  - Nomination Miglior cattivo a Tilda Swinton
- 2005 - Satellite Award
  - Miglior film d'animazione o a tecnica mista
- 2006 - Saturn Award
  - Migliori costumi a Isis Mussenden
  - Miglior trucco a Howard Berger, Nikki Gooley e Gregory Nicotero
  - Nomination Miglior film fantasy
  - Nomination Miglior regia a Andrew Adamson
  - Nomination Miglior attrice protagonista a Tilda Swinton
  - Nomination Miglior attore emergente a William Moseley
  - Nomination Miglior sceneggiatura a Ann Peacock, Andrew Adamson e Christopher Markus e Stephen McFeely
  - Nomination Migliori effetti speciali a Dean Wright, Bill Westenhofer, Jim Berney e Scott Farrar
- 2006 - Chicago Film Critics Association Award
  - Nomination Miglior performance rivelazione a Georgie Henley
- 2006 - Premio Hugo
  - Nomination Miglior rappresentazione drammatica (forma lunga) a C. S. Lewis, Christopher Markus e Stephen McFeely, Ann Peacock e Andrew Adamson
- 2006 - Golden Reel Award
  - Nomination Miglior montaggio sonoro (Dialoghi)
  - Nomination Miglior montaggio sonoro (Effetti sonori)
- 2005 - Phoenix Film Critics Society Awards
  - Miglior attrice giovane protagonista o non a Georgie Henley
- 2005 - Visual Effects Society
  - Nomination Miglior personaggio animato (Aslan) a Richard Baneham, Erik De Boer, Matt Logue e Joe Ksander
  - Nomination Migliori effetti visivi a Dean Wright, Randy Starr, Bill Westenhofer e Jim Berney
- 2006 - Annie Awards
  - Nomination Miglior animazione dei personaggi a Matt Shumway
- 2006 - AACTA Awards
  - Nomination Eccellenza nel filmmaking (Scenografia) a Roger Ford
  - Nomination Eccellenza nel filmmaking (Fotografia) a Donald McAlpine
- 2005 - Hollywood Film Festival
  - Miglior compositore a Harry Gregson-Williams
  - Miglior trucco a Gregory Nicotero
- 2006 - London Critics Circle Film Awards
  - Nomination Attrice britannica non protagonista dell'anno a Tilda Swinton
  - Nomination Attore britannico non protagonista dell'anno a James McAvoy
- 2006 - Young Artist Awards
  - Miglior film drammatico per la famiglia
  - Miglior attrice giovane 10 anni o meno a Georgie Henley
  - Nomination Miglior attore giovane in un film commedia o drammatico a William Moseley
- 2006 - Character and Morality in Entertainment Awards
  - Camie Award
- 2006 - Costume Designers Guild Awards
  - Migliori costumi per un film fantasy a Isis Mussenden
- 2006 - Humanitas Prize
  - Nomination Miglior film a Ann Peacock, Andrew Adamson, Christopher Markus e Stephen McFeely
- 2006 - MovieGuide Awards
  - Miglior film per la famiglia
  - Epiphany Prize
- 2006 - Online Film & Television Association
  - Nomination Miglior performance fuoricampo a Liam Neeson
  - Nomination Miglior performance giovanile a Georgie Henley
  - Nomination Miglior trucco e acconciature
- 2006 - Online Film Critics Society Awards
  - Nomination Miglior performance rivelazione a Georgie Henley
- 2006 - World Soundtrack Awards
  - Nomination Miglior canzone (Can't Take It In) a Harry Gregson-Williams e Imogen Heap

## Riferimenti alla saga
La rappresentazione della vicenda contenuta nel libro Il nipote del mago, considerato l'antefatto de Il leone, la strega e l'armadio, può essere intravista nel film come decorazione dell'armadio che serve come passaggio al mondo di Narnia.

## Videogioco
Il 15 novembre 2005 è uscito il videogioco intitolato proprio Le cronache di Narnia - Il leone, la strega e l'armadio.

## Sequel
Nel 2008 è stato prodotto il secondo episodio, Le cronache di Narnia - Il principe Caspian, sempre diretto da Andrew Adamson.
Nel 2009 sono iniziate le riprese del terzo episodio, Le cronache di Narnia - Il viaggio del veliero, uscito il 17 dicembre 2010 nei cinema italiani.